# Iwan V Romanow
Iwan V Aleksiejewicz (ros. Иван V Алексеевич) (ur. 27 sierpnia?/6 września 1666, zm. 29 stycznia?/8 lutego 1696) – car rosyjski od 1682 r., najmłodszy syn cara Aleksego Michajłowicza i Marii Miłosławskiej, ojciec cesarzowej Anny.

## Życiorys

### Pochodzenie i rodzina
Urodził się 27 sierpnia?/6 września 1666 jako dwunaste dziecko Aleksego I Romanowa i Marii Miłosławskiej. Jego ojciec był carem Rosji od 1645 r. Dziadkami ojczystymi Iwana byli Michał I, który wyniósł na tron dynastię Romanowów i Eudoksja Strieszniewa, pochodząca z ubogiego rodu dworian.
Iwan miał dwanaścioro rodzeństwa (m.in. Zofię), lecz pięcioro z nich nie przeżyło dzieciństwa. W 1674 r. Aleksy ogłosił oficjalnie, że jego dziedzicem jest Fiodor, jedyny pozostały przy życiu brat Iwana. W 1669 r. w połogu zmarła caryca Maria; dwa lata później Aleksy poślubił Natalię Naryszkinę, z którą doczekał się trójki dzieci.

### Zdrowie
Iwan, podobnie jak reszta swego rodzeństwa (w odróżnieniu od dzieci urodzonych przez macochę, zwłaszcza Piotra) był chorowity i nieatrakcyjny. Najprawdopodobniej był upośledzony umysłowo. Miał słaby wzrok.

### Car Rosji
Po śmierci Fiodora III (27 kwietnia 1982) carem został obwołany Piotr I, przyrodni młodszy brat Iwana. Doszło jednak do buntu strzelców moskiewskich, inspirowanego polityką dynastyczną Zofii, siostry Piotra i Iwana, sprzeciwiającej się samodzielnemu panowaniu Piotra I, a właściwie jego matki, Natalii Naryszkiny. Iwan został współkoronowany 23 czerwca 1682 wspólnie z Piotrem I. W diarchii tej nie odgrywał jednak żadnej roli. Ograniczony umysłowo, przez całe życie pozostawał na uboczu życia politycznego w Rosji. Poświęcał się życiu rodzinnemu.

### Małżeństwo i potomstwo
W styczniu 1684 r. Zofia i Iwan Miłosławski zorganizowali casting na carycę. Wybór padł na 20-letnią Praskowię Sałtykową, którą odrzucono 3 lata wcześniej, gdy poszukiwano drugiej żony dla Fiodora. Praskowia była córką bojara. Nie chciała ślubu z Iwanem, jednak została do niego zmuszona. Małżeństwo zostało zawarte 9 stycznia?/19 stycznia 1684 r. w Moskwie.
Praskowia urodziła pięć córek, z których trzy przeżyły dzieciństwo:
- Maria[2] (ur. 21 marca 1689[12], zm. 13 lutego 1692)
- Teodozja[2] (ur. 4 czerwca 1690, zm. 12 maja 1691).
- Katarzyna (ur. 29 października 1691, zm. 14 czerwca 1733), matka regentki Anny Leopoldowny, babka cesarza Iwana VI,
- Anna (ur. 28 stycznia 1693, zm. 17 października 1740), od 1730 cesarzowa Rosji[12],
- Praskowia[2] (ur. 24 września 1694, zm. 8 października 1731).

Z uwagi na stan zdrowia Iwana na dworze carskim pojawiły się plotki, jakoby biologicznym ojcem dzieci urodzonych przez carycę był jej kochanek Wasilij Juszkowow.

### Śmierć i dziedzictwo
Iwan pod koniec życia nie mógł samodzielnie się poruszać i był prawie niewidomy. Zmarł 29 stycznia?/8 lutego 1696 Jego śmierć przyjęto obojętnie. Piotr wyprawił mu tradycyjny pogrzeb i nakazał pochować w Soborze Archangielskim.
Wdowa po Iwanie żyła jeszcze 27 lat i pozostawała w poprawnych relacjach z Piotrem Wielkim. Czwarta z córek Iwana w 1730 r. została cesarzową Rosji. Po jej śmierci w 1740 r. jedyny prawnuk Iwana - Iwan VI - został cesarzem, ale jego losy były tragiczne: został obalony przez córkę Piotra Wielkiego Elżbietę i został zamordowany jako więzień twierdzy w Szlisselburgu za rządów Katarzyny II.

## Genealogia
| Michał I Romanow ur. 1596 zm. 1645 | Michał I Romanow ur. 1596 zm. 1645 |                                               |                                               | Eudoksja Streszniew ur. 1608 zm. 1645 | Eudoksja Streszniew ur. 1608 zm. 1645 |  |  | Ilja Miłosławski ur. ? zm. ? | Ilja Miłosławski ur. ? zm. ? |                                    |                                    | Katarzyna Fiodorowna Narbekowa ur. ? zm. ? | Katarzyna Fiodorowna Narbekowa ur. ? zm. ? |
|                                    |                                    |                                               |                                               |                                       |                                       |  |  |                              |                              |                                    |                                    |                                            |                                            |
|                                    |                                    |                                               |                                               |                                       |                                       |  |  |                              |                              |                                    |                                    |                                            |                                            |
|                                    |                                    | Aleksy I ur. 19 III 1629 zm. 29 lub 30 I 1678 | Aleksy I ur. 19 III 1629 zm. 29 lub 30 I 1678 |                                       |                                       |  |  |                              |                              | Maria ur. 1 IV 1624 zm. 3 III 1669 | Maria ur. 1 IV 1624 zm. 3 III 1669 |                                            |                                            |
|                                    |                                    |                                               |                                               |                                       |                                       |  |  |                              |                              |                                    |                                    |                                            |                                            |
|                                    |                                    |                                               |                                               |                                       |                                       |  |  |                              |                              |                                    |                                    |                                            |                                            |
|                                    |                                    |                                               |                                               |                                       |                                       |  |  |                              |                              |                                    |                                    |                                            |                                            |

|                                                |                                                | Praskowia Fiodorowna Sałtykowa ur. 12 X 1664 zm. 14 / 13 X 1723 OO 9 / 19 I 1684 | Praskowia Fiodorowna Sałtykowa ur. 12 X 1664 zm. 14 / 13 X 1723 OO 9 / 19 I 1684 | Iwan V ur. 27 VIII / 6 IX 1666 zm. 29 I / 8 II 1696   | Iwan V ur. 27 VIII / 6 IX 1666 zm. 29 I / 8 II 1696   |                                              |                                              |                                              |                                              |
|                                                |                                                |                                                                                  |                                                                                  |                                                       |                                                       |                                              |                                              |                                              |                                              |
|                                                |                                                |                                                                                  |                                                                                  |                                                       |                                                       |                                              |                                              |                                              |                                              |
|                                                |                                                |                                                                                  |                                                                                  |                                                       |                                                       |                                              |                                              |                                              |                                              |
| Maria ur. 20 / 31 III 1689 zm. 13 / 23 II 1692 | Maria ur. 20 / 31 III 1689 zm. 13 / 23 II 1692 | Fedozja ur. 4 / 14 VI 1690 zm. 12 / 22 V 1691                                    | Fedozja ur. 4 / 14 VI 1690 zm. 12 / 22 V 1691                                    | Katarzyna 1) ur. 15 / 25 VII 1692 zm. 15 / 25 VI 1733 | Katarzyna 1) ur. 15 / 25 VII 1692 zm. 15 / 25 VI 1733 | Anna ur. 28 I / 7 II 1693 zm. 17 / 28 X 1740 | Anna ur. 28 I / 7 II 1693 zm. 17 / 28 X 1740 | Praskowia ur. 4 /14 X 1694 zm. 9 / 19 X 1731 | Praskowia ur. 4 /14 X 1694 zm. 9 / 19 X 1731 |
|                                                |                                                |                                                                                  |                                                                                  |                                                       |                                                       |                                              |                                              |                                              |                                              |

| 1. małż. Karol Lepold ks. von Mecklemburg-Schwerin |